# Fast Mood
Albums par Michel Portal
Dockings
(1998) Burundi
(2000)
Albums par Martial Solal
Balade du 10 mars
(1999) Martial Solal Dodecaband Plays Ellington
(2000)
Fast mood est un album de jazz français de Michel Portal et Martial Solal paru en 1999 chez BMG France.

## À propos de la musique
Michel Portal et Martial Solal sont deux grands noms du jazz français, qui n'avaient jamais joué ensemble avant cet album. Même s'ils se rejoignent dans le fait d'être de grands improvisateurs, Les deux musiciens ont une approche différente : Portal est issu du free jazz, son jeu est plein d'émotion ; le jeu de Solal est plus cérébral, assez critique du free jazz, il pratique plutôt une forme de composition spontanée,.
Duo à 3 Voix est enregistré en re-recording.

## Réception critique
Thierry Jousse (Les Inrocks) est laudatif : « ensemble, ils signent leur meilleur album à chacun depuis belle lurette ». D'autres critiques relèvent que Martial Solal semble mener les débats, avec Michel Portal qui réagit à chaque inflexion, même si parfois « la tâche [paraît] ardue pour Portal ». La courte durée des pièces laisse peu de place à la spontanéité et à l'échange entre les musiciens.

## Pistes
| No  | Titre                              | Musique                        | Durée |
| --- | ---------------------------------- | ------------------------------ | ----- |
| 1.  | Fast mood                          | Michel Portal et Martial Solal | 3:16  |
| 2.  | Duo à 3 voix                       | Martial Solal                  | 3:30  |
| 3.  | Solitudes                          | Michel Portal                  | 4:26  |
| 4.  | BMG no 5                           | Martial Solal                  | 2:20  |
| 5.  | Quand les chlamydes sont fatiguées | Martial Solal                  | 5:33  |
| 6.  | Long space                         | Michel Portal                  | 4:24  |
| 7.  | Domimonk                           | Michel Portal                  | 3:44  |
| 8.  | Zag-zig                            | Martial Solal                  | 2:44  |
| 9.  | Rien d'un blues                    | Martial Solal                  | 3:26  |
| 10. | Petites phrases                    | Martial Solal                  | 3:56  |
| 11. | Allegro spiritual                  | Michel Portal                  | 3:34  |
| 12. | Walkin                             | Martial Solal                  | 2:23  |

## Musiciens
- Michel Portal : clarinette, clarinette basse, saxophone alto et soprano
- Martial Solal : piano